# Fallopia dumetorum

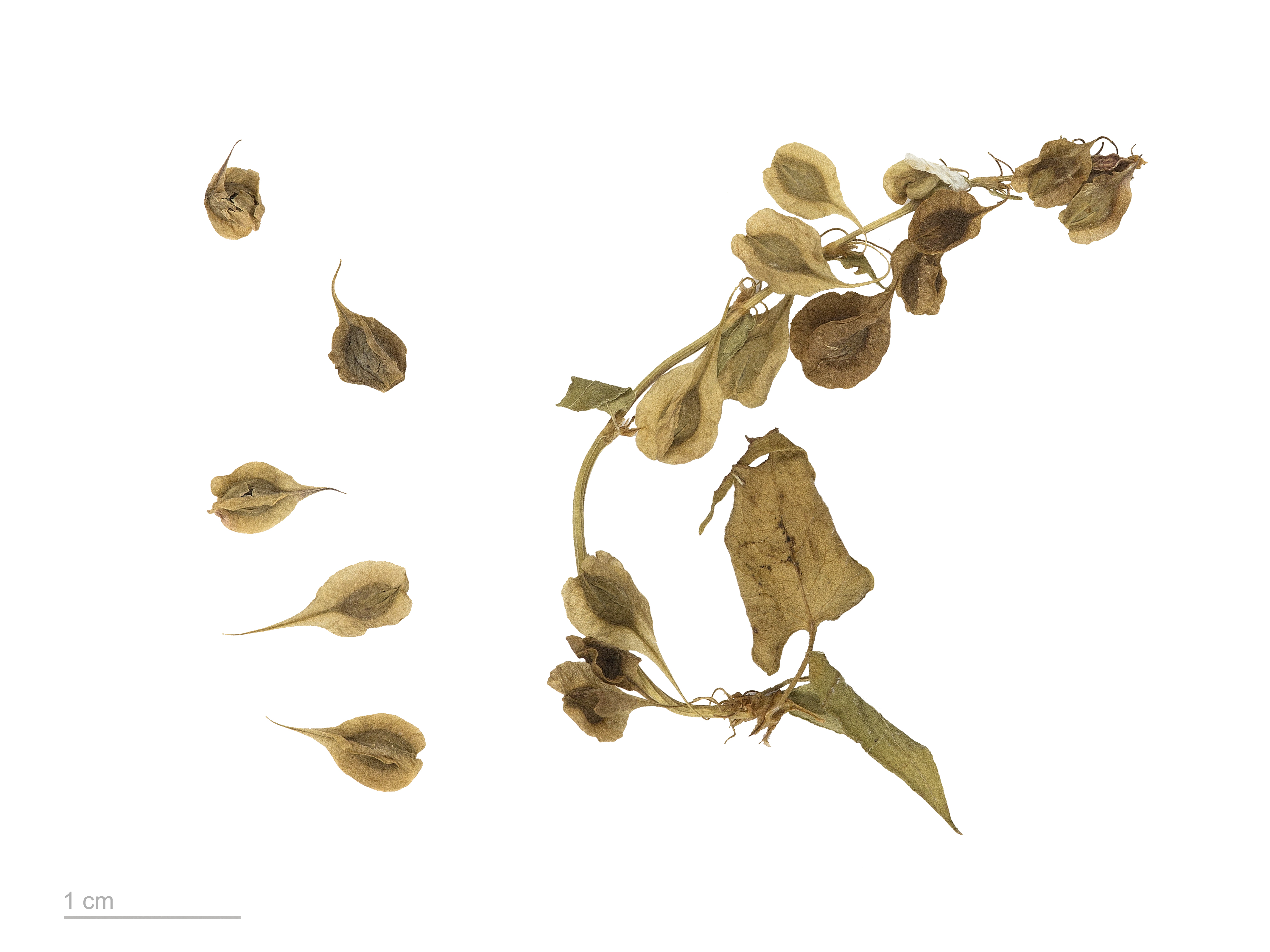
Fallopia dumetorum

Fallopia dumetorum là một loài thực vật có hoa trong họ Rau răm. Loài này được (L.) Holub mô tả khoa học đầu tiên năm 1971.